# Bomaanslag op Nazran in 2009

De Republiek Ingoesjetië op de kaart van Rusland.

Op 17 augustus 2009 vond in Nazran, de grootste stad van Ingoesjetië in Rusland een bomaanslag plaats. Bij het hoofdbureau van de politie vond zelfmoordaanslag met een autobom plaats waarbij ten minste 25 mensen gedood en 164 mensen verwond werden. Het was de grootste terroristische aanslag in aan het begin van de 21ste eeuw in de regio waar er politieke en sociale onrust heerste door onafhankelijkheidsbewegingen. Terroristen van het Kaukasisch Emiraat eisten de aanslag op.

## Aanslag
Om 09:08 lokale tijd op 17 augustus 2009 reed een onbekende terrorist in een GAZel busje in op de hekken van het hoofdbureau van de politie in Nazran, de grootste stad van Ingoesjetië. De aanval vond plaats toen politieagenten vlakbij op appel stonden, waar de bestuurder op in probeerde te rijden. De agenten beschoten de rijdende bus maar konden het voertuig niet tot stoppen brengen. De explosie had een kracht gelijk aan een ontploffing van 400 kg dynamiet en liet een krater van 4 meter breed en 2 meter diep achter. Het politiegebouw en twee nabijgelegen appartementencomplexen raakten beschadigd. De explosie zorgde ook voor secundaire explosies van munitie die in het politiegebouw opgeslagen lag. Er werden 20 doden en 138 gewonden gemeld na de aanslag. Dit aantal nam uiteindelijk toe tot 25 doden en 164 gewonden, onder wie 15 gedode Russische politieagenten en 10 Ingoesjen.
Volgens de onderminister van interne zaken Ingoesjetië, Zjaoedin Doerbekov, had de politie op 15 augustus informatie verkregen dat een voertuig van dit type voor een zelfmoordaanslag gebruikt zou gaan worden, maar konden ze de aanslag niet voorkomen.

## Nasleep
De Ingoesjetische autoriteiten kondigden een driedaagse rouwperiode aan. Ook beloofden ze compensatie in de vorm van geld te geven aan de families van de slachtoffers. Het Russische ministerie van noodsituaties stuurde een vliegtuig met medische specialisten en hulpgoederen voor de slachtoffers. Na de aanslag werd door de Russische president Dmitri Medvedev de Ingoesjetische minister van interne zaken Roeslan Meirijev ontslagen, hierbij zei Medvedev dat de aanslag voorkomen had kunnen worden. "Dit is niet alleen het resultaat van de problemen met betrekking tot terroristische aanvallen, maar ook van het slechte werk van de wetshandhavingsinstanties van de republiek." zei de Russische president. Duitse bondskanselier Angela Merkel betuigde haar condoleances aan de slachtoffers van de aanslag.
Volgens Vladimir Markin, een woordvoerder voor het parket van de procureur-generaal, was het waarschijnlijke motief voor de aanslag een manier van wraak voor het werk van de politie tegen de terroristen, of een poging om de regio de destabiliseren. Op 18 augustus zei Alexander Bastrykin dat de FSB informatie had ontvangen over de personen achter de aanslag. Hij weigerde namen te noemen, maar zei dat ze tot dezelfde groepen behoorden die in de jaren daarvoor gelijksoortige aanslagen gepleegd had. Bastrykin verzekerde ervan de de FSP aller eraan deed om de misdaad op te lossen.
Op 21 augustus eisten de terroristen van het Kaukasisch Emiraat de bomaanslag op.